# Nhĩ Chu Thiên Quang
Nhĩ Chu Thiên Quang (chữ Hán: 尒朱天光, 496 – 532), không rõ tên tự, người Bắc Tú Dung xuyên , dân tộc Yết đã Tiên Ti hóa, thành viên gia tộc Nhĩ Chu, tướng lãnh, nhà Bắc Ngụy trong lịch sử Trung Quốc.

## Bảo vệ hậu phương của Nhĩ Chu Vinh
Cha của Thiên Quang là anh họ có cùng ông cụ với quyền thần Nhĩ Chu Vinh nhà Bắc Ngụy. Thiên Quang từ nhỏ dũng cảm, quả quyết, giỏi cưỡi ngựa bắn cung, được Vinh yêu mến, gần gũi, mỗi khi có việc quân cơ trọng yếu, đều cho tham dự.
Cuối niên hiệu Hiếu Xương (525 – 527) thời Hiếu Minh đế, thế lực của Nhĩ Chu Vinh ngày càng lớn mạnh, ông ta muốn đem quân vào triều, nên cùng Thiên Quang bí mật bàn bạc. Sau khi chiếm cứ các châu Tịnh, Tứ, Vinh lấy Thiên Quang làm Đô tướng, tổng thống Tứ Châu binh mã. Hiếu Minh đế băng, Vinh đưa quân đi Lạc Dương, lấy Thiên Quang làm Nhiếp hành Tứ Châu, ủy thác hậu phương. Khi Vinh phù lập Hiếu Trang đế (528), Thiên Quang được đặc trừ chức Phủ quân tướng quân, Tứ Châu thứ sử, Trường An huyện Khai quốc công, thực ấp 1000 hộ. Vinh sắp trấn áp Cát Vinh, lưu Thiên Quang ở lại châu, trấn giữ căn cứ của ông ta; nói với ông rằng: "Ta không thể tự mình về nơi ấy, không phải thì không vừa lòng ta."
Trong niên hiệu Vĩnh An (528 – 530), Thiên Quang được gia chức Thị trung, Kim tử quang lộc đại phu, Bắc Tú Dung đệ nhất tù trưởng. Lại được chuyển làm Vệ tướng quân. Đại tướng quân Nguyên Thiên Mục đông chinh nghĩa quân Hình Cảo, có chiếu lấy Thiên Quang giữ bổn quan làm Sứ trì tiết, Giả Trấn đông tướng quân, Đô đốc, dưới quyền Thiên Mục, tham gia trấn áp khởi nghĩa.
Tướng nhà Lương là Trần Khánh Chi hộ tống Bắc Hải vương Nguyên Hạo vào Lạc Dương, Thiên Quang và Thiên Mục hội họp với Nhĩ Chu Vinh ở Hà Nội. Sau khi Vinh rời đi, bạo động lại nổi lên ở các châu Tịnh, Tứ, có chiếu lấy Thiên Quang giữ bổn quan kiêm Thượng thư bộc xạ, làm Tịnh, Tứ, Vân, Hằng, Sóc, Yến, Úy, Hiển, Phần 9 châu hành đài, còn làm Hành Tịnh Châu, ủy thác việc vỗ về nhân dân. Thiên Quang đến Tịnh Châu, tùy nghi ước thúc và kềm chế, các nơi ấy yên tĩnh trở lại. Sau khi Nguyên Hạo bị đánh bại, Thiên Quang trở về kinh sư, được thăng Phiếu kỵ tướng quân, gia Tán kỵ thường thị, cải phong Quảng Tông quận công, tăng thực ấp 1000 hộ, tiếp tục làm Tả vệ tướng quân.

## Trấn áp khởi nghĩa Quan Tây

### Trấn áp Mặc Kỳ Sửu Nô
Mùa hạ năm Kiến Nghĩa đầu tiên (528), thủ lĩnh nghĩa quân Mặc Kỳ Sửu Nô xưng đế, triều đình lo lắng, đến nay mới lấy Thiên Quang làm Sứ trì tiết, Đô đốc Ung, Kỳ 2 châu chư quân sự, Phiếu kỵ đại tướng quân, Ung Châu thứ sử, soái bọn Đại đô đốc, Vũ vệ tướng quân Hạ Bạt Nhạc, Đại đô đốc Hầu Mạc Trần Duyệt trấn áp khởi nghĩa.
Thiên Quang ban đầu chỉ được giao 1000 binh sĩ, có chiếu lấy ngựa của dân chúng dọc đường từ kinh thành về phía tây cấp cho ông. Khi ấy Nghĩa quân người Thục ở Xích Thủy thuộc Đông Ung Châu chẹn đường, triều đình có chiếu cho Thị trung Dương Khản đi trước khuyên dụ, còn muốn trưng thu ngựa của họ. Khản đã úy lạo, nhưng nghĩa quân vẫn dùng dằng không chịu giải tán. Thiên Quang bèn tiến vào Đồng Quan đánh phá nghĩa quân, chọn nhưng kẻ tráng kiện ép gia nhập quân đội, thu hết ngựa của họ. Đến Ung Châu, Thiên Quang thu thuế của dân bằng ngựa, có được hơn vạn thớt; nhưng ông cho rằng binh sĩ vẫn quá ít, nên dừng lại không tiến. Vinh khiển trách, phạt Thiên Quang 100 trượng, rồi giao cho ông thêm 2000 binh sĩ. Thiên Quang lệnh Hạ Bạt Nhạc soái ngàn kỵ binh đi trước, đến phía tây Trường Thành tại ranh giới Kỳ Châu, thì gặp tướng lãnh nghĩa quân là hành đài Úy Trì Bồ Tát. Nhạc đánh bại nghĩa quân và bắt sống Bồ Tát, thu hàng 3000 kỵ binh, hơn vạn bộ binh.
Sửu Nô bỏ Kỳ Châu chạy về An Định, dựng sách ở Bình Đình. Thiên Quang từ Ung đến Kỳ, cùng Nhạc hợp quân ở khoảng các sông Khiên – Vị, dừng quân chăn ngựa, tuyên bố vì thời tiết nóng bức, nên dừng quân nghỉ ngơi, đợi đến mùa thu mát mẻ mới tiếp tục. Mỗi khi bắt được do thám của nghĩa quân, Thiên Quang đều thả đi và thông báo như vậy. Sửu Nô tin là thật, bèn phát tán nghĩa quân để cày cấy ở hàng trăm dặm lưu vực Kính Xuyên, phía bắc Kỳ Châu; sai thái úy Hầu Phục Hầu Nguyên Tiến lĩnh 5000 binh, giữ nơi hiểm trở lập sách, vừa trồng trọt vừa phòng thủ; ở bên cạnh còn có vài sách, mỗi nơi có dưới 1000 người. Thiên Quang biết lực lượng của nghĩa quân đã bị phân tán, bèn bí mật chuẩn bị; vào buổi chiều, ông ngầm sai khinh kỵ chẹn đường, để ngăn nghĩa quân tiếp ứng, rồi chư quân mới xuất phát. Mờ sáng, quan quân tấn công đại sách của Nguyên Tiến, chiếm được; bắt được ai thì đều thả đi, không lâu sau, các sách nhỏ đều quy hàng.
Thiên Quang còn cách Kính Châu 80 dặm, đêm ngày thẳng tiến, hôm sau đến dưới thành, tướng lãnh nghĩa quân là Kính Châu thứ sử Hầu Kỉ Trường Quý dâng thành đầu hàng. Sửu Nô bỏ Bình Đình mà chạy, nhắm hướng Cao Bình. Thiên Quang sai Hạ Bạt Nhạc đem khinh kỵ đuổi gấp; hôm sau, bắt kịp nghĩa quân ở Trường Bình Khanh thuộc Bình Lương, đánh một trận liền bắt được Sửu Nô. Hôm sau nữa, Thiên Quang thừa thắng tiến đến Cao Bình, người trong thành nộp Tiêu Bảo Dần đầu hàng.

### Trấn áp Mặc Kỳ Đạo Lạc, Vương Khánh Vân
Tướng lãnh nghĩa quân là Hành đài Mặc Kỳ Đạo Lạc soái 6000 người chạy vào núi; khi ấy Cao Bình đại hạn, Thiên Quang cho rằng ngựa thiếu cỏ, bèn lui lại 50 dặm phía đông thành, nghỉ quân chăn ngựa. Vì thế nghĩa quân ở các châu Kính, Bân, 2 Hạ, về phía bắc đến Linh Châu đều quy hàng. Thiên Quang sai Đô đốc Trưởng Tôn Tà Lợi làm Hành Nguyên Châu sự, soái 200 người trấn thủ Nguyên Châu. Đạo Lạc chiêu dụ người trong thành đến tập kích, giết Tà Lợi cùng bộ hạ của ông ta. Thiên Quang và bọn Nhạc, Duyệt vội đến, Đạo Lạc ra thành chống cự, không lâu thì lui; quan quân đuổi giết hơn ngàn người, Đạo Lạc lại trở vào núi. Thiên Quang giành lại thành, sai sứ úy dụ, nhưng Đạo Lạc không theo, soái nghĩa quân dựa vào Khiên Đồn Sơn ở phía tây, giữ nơi hiểm yếu mà cố thủ. Nhĩ Chu Vinh trách Thiên Quang để mất Tà Lợi, không bắt được Đạo Lạc, sai sứ phạt 100 trượng, làm chiếu giáng làm Tán kỵ thường thị, Phủ quân tướng quân, Ung Châu thứ sử, lùi tước làm hầu.
Thiên Quang và bọn Nhạc, Duyệt tiến đánh Khiên Đồn, Thiên Quang đích thân tấn công Đạo Lạc; Đạo Lạc thua chạy, đưa vài ngàn kỵ binh thoát được vào Lũng, đầu hàng thủ lĩnh nghĩa quân ở Lược Dương là Vương Khánh Vân. Khánh Vân cho rằng Đạo Lạc kiêu quả tuyệt luân, rất vui, cho rằng việc lớn có thể xong; bèn tự xưng hoàng đế, lấy Đạo Lạc làm Đại tướng quân. Thiên Quang soái chư quân vào Lũng, tiến đánh thành Thủy Lạc của Khánh Vân. Khánh Vân, Đạo Lạc ra thành chống cự, Thiên Quang bắn trúng cánh tay của Đạo Lạc, khiến ông ta lui chạy. Quan quân phá thành đông, nghĩa quân đều chạy sang thành tây. Trong thành không có nước, mọi người khát khô; có nghĩa quân ra hàng, nói Khánh Vân và Đạo Lạc muốn ra ngoài tử chiến. Thiên Quang sợ bọn thủ lĩnh nghĩa quân chạy thoát thì tai họa không thôi, bèn sai sứ khuyên hàng Khánh Vân, cho ông ta một đêm suy nghĩ. Bọn Khánh Vân dự định trong đêm xông ra, nên nhanh chóng đồng ý. Nhân lúc nghĩa quân không đề phòng, Thiên Quang bí mật cho quan quân làm rào gỗ, đều dài 7 thước; vào lúc hoàng hôn, bố trí người ngựa hình thành trận thế bao vây, dựng rào gỗ chung quanh thành, ở đây đường sá trọng yếu thì dựng nhiều lớp hơn; trong rào còn có binh sĩ mai phục, đề phòng nghĩa quân xông qua; ngoài ra, ở phía bắc thành còn chuẩn bị sẵn thang dài. Đêm ấy, Khánh Vân, Đạo Lạc quả nhiên xông ra, giục ngựa tiến lên, không nhận thấy rào, vướng rào ngã nhào, phục binh nổi dậy, đều bị bắt sống. Tàn dư nghĩa quân ra cửa nam, bị rào chặn lại. Quan quân dựng thang vào thành ở phía bắc, khiến nghĩa quân hết đường, đành phải đầu hàng. Đến khi trời sáng, quan quân thu hết binh khí của nghĩa quân, bọn Thiên Quang, Nhạc, Duyệt bàn bạc, đem chôn sống tất cả nghĩa quân, hơn 17000 người, chia nhau tài sản, gia quyến của họ. Vì thế nghĩa quân các nơi 3 Tần, Hà, Vị, Qua, Lương, Thiện Thiện đều đến quy hàng. Thiên Quang dừng quân ở Lược Dương, có chiếu cho ông khôi phục chức tước cũ, lại được gia Thị trung, Nghi đồng tam tư, tăng ấp đến 3000 hộ.

### Trấn áp các lực lượng khác
Dân chúng Tần Châu mưu giết thứ sử Lạc Siêu, Siêu phát hiện, chạy đến chỗ Thiên Quang; ông và bọn Nhạc, Duyệt đánh dẹp được. Dân chúng Hoạt Thành thuộc Nam Tần Châu mưu giết thứ sử Tân Hiển Sâm, Hiển Sâm cũng chạy đến chỗ Thiên Quang; ông điều quân đánh dẹp được.
Tướng cũ của Mặc Kỳ Sửu Nô là Túc Cần Minh Đạt đã đầu hàng ở Bình Lương, rồi lại chạy về phía bắc, tập hợp lực lượng để tái khởi nghĩa, tấn công một hàng tướng khác là Sất Kiền Kỳ Lân, hòng thôn tính lực lượng của ông ta. Kỳ Lân cầu cứu Thiên Quang, ông sai Hạ Bạt Nhạc đánh dẹp. Nhạc chưa đến thì Minh Đạt đã chạy về Hạ Châu ở phía đông. Đúng lúc này, Nhạc nghe tin Nhĩ Chu Vinh bị Hiếu Trang đế sát hại (530), nên không đuổi theo, mà quay về Kính Châu để đợi Thiên Quang. Sang năm (531), Thiên Quang điều quân bắt được Minh Đạt, giải về Lạc Dương chém đầu.
Trong thời gian liên quân họ Nhĩ Chu tranh chấp với Cao Hoan (531 – 532), các cánh nghĩa quân của thủ lĩnh tộc Phí Dã Đầu là Hột Đậu Lăng Y Lợi, Mặc Kỳ Thụ Lạc Kiền chiếm cứ khu vực Hà Tây, ở phía bắc lãnh địa của Thiên Quang. Thiên Quang không thể chia quân đánh dẹp, chỉ có thể phòng bị bọn họ.

## Tham gia phế - lập và bại vong
Thiên Quang rời Lũng đến hội họp với Nhạc, cùng tính kế chiếm Lạc Dương. Hai người tiến quân đến phía bắc Ung Châu, gặp sứ giả của Hiếu Trang đế là Thị trung Chu Thụy đến úy dụ. Bọn Thiên Quang muốn ép đế chạy ra ngoài nhằm phù lập người khác, một mặt nhiều lần đánh tiếng muốn vào triều để kêu oan, một mặt sai liêu thuộc tố cáo mình có ý đồ khác. Hiếu Trang đế cho Thiên Quang tiến tước làm vương.
Bọn Nhĩ Chu Thế Long lập Trường Quảng vương Nguyên Diệp làm hoàng đế, lấy Thiên Quang làm Lũng Tây vương. Nhĩ Chu Triệu chiếm được Lạc Dương, Thiên Quang đem khinh kỵ vào kinh sư hội họp với bọn Thế Long, sau đó quay về Ung Châu.
Bọn Thế Long muốn phế Nguyên Diệp, lập Quảng Lăng vương Nguyên Cung, sai sứ thông báo với Thiên Quang. Thiên Quang đồng thuận với việc sách lập Nguyên Cung, tức là Tiết Mẫn đế, được gia Khai phủ nghi đồng tam tư, kiêm Thượng thư lệnh, Quan Tây đại hành đài. Sau khi bắt được Túc Cần Minh Đạt, Thiên Quang được trừ chức Đại tư mã.
Cao Hoan khởi binh chống lại liên quân họ Nhĩ Chu, giành chiến thắng ở trận Quảng A. Vì thế Nhĩ Chu Thế Long nhiều lần sai sứ gọi Thiên Quang, ông không nghe. Sau đó Thế Long sai Hộc Tư Xuân khuyên giải rằng: "Không có vương thì làm sao bình định cục diện, há có thể ngồi nhìn tông tộc diệt vong sao!?" Thiên Quang mới bất đắc dĩ đông hạ, cùng bọn Nhĩ Chu Triệu, Nhĩ Chu Trọng Viễn hội họp, sau đó đại bại ở Hàn Lăng.
Bọn Hộc Tư Xuân về trước Thiên Quang, chiếm giữ Hà Kiều. Thiên Quang không thể vượt Hoàng Hà, nhằm hướng tây bắc mà chạy, nhưng gặp mưa lớn, không thể đi nhanh, nên bị bắt. Hộc Tư Xuân bỏ xe tù Thiên Quang và Nhĩ Chu Độ Luật gởi cho Cao Hoan, ông ta đem về Lạc Dương, xử chém ở chợ. Hưởng thọ 37 tuổi.

## Đánh giá
Sử cũ đánh giá các thành viên họ Nhĩ Chu chuyên quyền, hoành hành, chia rẽ đất nước, cát cứ một phương. Riêng Thiên Quang có công bình định Quan Tây, cai trị không gây những việc khốc bạo, không giống như bọn Triệu, Trọng Viễn.